# Retgersite
La retgersite est un minéral de la classe des sulfates. Il a été nommé d'après le cristallographe hollandais Jan Willem Retgers (1856-1896).

## Caractéristiques
La retgersite est un sulfate de nickel hexahydraté de formule chimique NiSO4·6H2O. Elle cristallise dans le système tétragonal. Sa dureté sur l'échelle de Mohs est 2,5. C'est une espèce dimorphe de la nickelhexahydrite.

## Classification
Selon la classification de Nickel-Strunz, la retgersite appartient à "07.CB: Sulfates (séléniates, etc.) sans anions additionnels, avec H2O, avec des cations de taille moyenne", avec les minéraux suivants : dwornikite, gunningite, kiesérite, poitevinite, szmikite, szomolnokite, cobaltkiesérite, sandérite, bonattite, aplowite, boyléite, ilésite, rozénite, starkeyite, drobecite, cranswickite, chalcanthite, jôkokuite, pentahydrite, sidérotile, bianchite, chvaleticéite, ferrohexahydrite, hexahydrite, moorhouséite, nickelhexahydrite, biebérite, boothite, mallardite, mélantérite, zinc-mélantérite, alpersite, epsomite, goslarite, morénosite, alunogène, méta-alunogène, aluminocoquimbite, coquimbite, paracoquimbite, rhomboclase, kornélite, quenstedtite, lausénite, lishizhénite, römerite, ransomite, apjohnite, bilinite, dietrichite, halotrichite, pickeringite, redingtonite, wupatkiite et méridianiite.

## Formation et gisements
Elle peut se former comme produit de déshydratation de la morénosite. Elle a été découverte dans la mine Ragra, qui est située dans le district de Huayllay, dans le département de Pasco, au Pérou.